# Complejidad social
En sociología, la complejidad social es un marco conceptual utilizado en el análisis de la sociedad. Las definiciones contemporáneas de la complejidad en las ciencias se encuentran en relación con la teoría de sistemas, en la que un fenómeno bajo estudio tiene muchas partes y muchos arreglos posibles de las relaciones entre las partes. Al mismo tiempo, lo complejo y lo simple son relativos y puede cambiar con el tiempo.

## Concepto
El uso actual del término "complejidad" en el campo de la sociología generalmente se refiere específicamente a las teorías de la sociedad como un sistema complejo adaptativo. Sin embargo, la complejidad social y sus propiedades emergentes son temas recurrentes centrales en todo el desarrollo histórico del pensamiento social y el estudio del cambio social. Los primeros fundadores de la teoría sociológica, como Ferdinand Tönnies, Émile Durkheim, Max Weber, Vilfredo Pareto y Georg Simmel, examinaron el crecimiento exponencial y la interrelación creciente de los encuentros e intercambios sociales. Este énfasis en la interconectividad en las relaciones sociales y el surgimiento de nuevas propiedades dentro de la sociedad se encuentra en el pensamiento teórico en múltiples áreas de la sociología. Como herramienta teórica, la teoría de la complejidad social sirve como base para la conexión de fenómenos sociales a nivel micro y macro, proporcionando una plataforma teórica de nivel medio para la formación de hipótesis. Metodológicamente, el concepto de complejidad social es teóricamente neutral, lo que significa que se adapta a los fenómenos locales (micro) y globales (macro) en la investigación sociológica.

## Fondo teórico

Ilustración de la complejidad (Teselación de Penrose fractal)

El sociólogo estadounidense Talcott Parsons analizó el trabajo de los primeros fundadores mencionados anteriormente en su primer trabajo (1937) sobre la teoría de la acción. Hacia 1951, Parsons coloca firmemente estas ideas anteriores en el ámbito de la teoría de los sistemas formales en El sistema social. Durante las siguientes décadas, esta sinergia entre el pensamiento general de los sistemas y el desarrollo posterior de las teorías del sistema social es llevada adelante por el alumno de Parsons, Robert K. Merton, y una larga lista de otros, en discusiones sobre teorías de rango medio, estructura social y acción. Durante parte de este mismo período, desde finales de la década de 1970 hasta principios de la década de 1990, se discuten otras áreas de investigación sobre las propiedades de los sistemas en los que una fuerte correlación de subpartes conduce a comportamientos observados que se describen de diversas maneras como autopoiesis y autoorganizados, dinámicos, turbulentos, y caóticos. Todas estas son formas de comportamiento del sistema que surgen de la complejidad matemática. A principios de la década de 1990, el trabajo de teóricos sociales como Niklas Luhmann comenzó a reflejar estos temas de comportamiento complejo.
Uno de los primeros usos del término "complejidad", en las ciencias sociales y del comportamiento, para referirse específicamente a un sistema complejo se encuentra en el estudio de las organizaciones modernas y los estudios de gestión. Sin embargo, particularmente en estudios de gestión, el término a menudo se ha utilizado de una manera metafórica más que teórica o cuantitativa. A mediados de la década de 1990, el "giro de la complejidad" en las ciencias sociales comienza a medida que algunas de las mismas herramientas generalmente utilizadas en la ciencia de la complejidad se incorporan a las ciencias sociales. Para 1998, se había creado la publicación electrónica internacional, Journal of Artificial Societies and Social Simulation. En los últimos años, muchas publicaciones han presentado descripciones generales de la teoría de la complejidad en el campo de la sociología. Dentro de este cuerpo de trabajo, las conexiones también son atraídas a otras tradiciones teóricas, incluyendo la epistemología constructivista y las posiciones filosóficas de la fenomenología, el posmodernismo y el realismo crítico.

## Metodologías
Metodológicamente, la complejidad social es neutral desde el punto de vista de la teoría, lo que significa que se adapta a los enfoques locales y globales de la investigación sociológica. La idea misma de la complejidad social surge de los métodos histórico-comparativos de los primeros sociólogos; Obviamente, este método es importante para desarrollar, definir y refinar el constructo teórico de la complejidad social. Como los sistemas sociales complejos tienen muchas partes y hay muchas relaciones posibles entre esas partes, las metodologías apropiadas están determinadas en cierta medida por el nivel de investigación del análisis diferenciado por el investigador según el nivel de descripción o explicación exigida por las hipótesis de investigación. 
En el nivel de análisis más localizado, la observación etnográfica, participante o no participante, el análisis de contenido y otros métodos de investigación cualitativos pueden ser apropiados. Más recientemente, se están desarrollando y utilizando metodologías de investigación cuantitativa altamente sofisticadas en sociología a nivel de análisis local y global. Dichos métodos incluyen (pero no se limitan a) diagramas de bifurcación, análisis de redes, modelado no lineal y modelos computacionales que incluyen programación de autómatas celulares, sociocibernética y otros métodos de simulación social.

### Análisis de redes sociales complejas
El análisis de redes sociales complejas se utiliza para estudiar la dinámica de redes sociales grandes y complejas. El análisis dinámico de redes reúne el análisis tradicional de redes sociales, el análisis de enlaces y los sistemas multiagentes dentro de la ciencia de redes y la teoría de redes. A través del uso de conceptos y métodos clave en el análisis de redes sociales, el modelado basado en agentes, la física teórica y las matemáticas modernas (particularmente la teoría de grafos y la geometría fractal), este método de investigación aportó información sobre la dinámica y la estructura de los sistemas sociales. Los nuevos métodos computacionales de análisis de redes sociales localizadas están surgiendo del trabajo de Duncan Watts, Albert-László Barabási, Nicholas A. Christakis, Kathleen Carley y otros.
Los nuevos métodos de análisis de redes globales están surgiendo del trabajo de John Urry y del estudio sociológico de la globalización, vinculado al trabajo de Manuel Castells y el trabajo posterior de Immanuel Wallerstein. Desde fines de la década de 1990, Wallerstein utiliza cada vez más la teoría de la complejidad, en particular el trabajo de Ilya Prigogine. El análisis dinámico de redes sociales está vinculado a una variedad de tradiciones metodológicas, más allá del pensamiento sistémico, incluida la teoría de grafos, el análisis tradicional de redes sociales en sociología y la sociología matemática. También se vincula con el caos matemático y la dinámica compleja a través del trabajo de Duncan Watts y Steven Strogatz, así como la geometría fractal a través de Albert-László Barabási y su trabajo en redes sin escala.

### Sociología computacional
Artículo principal: Sociología informática
El desarrollo de la sociología computacional involucra a estudiosos como Nigel Gilbert, Klaus G. Troitzsch, Joshua M. Epstein y otros. Los enfoques de los métodos en este campo incluyen la simulación social y la extracción de datos, que son subáreas de la sociología computacional. La simulación social utiliza computadoras para crear un laboratorio artificial para el estudio de sistemas sociales complejos; la minería de datos utiliza la inteligencia de la máquina para buscar patrones de relaciones no triviales en bases de datos grandes y complejas del mundo real. Los métodos emergentes de la sociología son una variante de la sociología computacional.
La sociología computacional está influenciada por una serie de áreas micro-sociológicas, así como por las tradiciones a nivel macro de la ciencia de sistemas y el pensamiento sistémico. Las influencias a nivel micro de la interacción simbólica, el intercambio y la elección racional, junto con el enfoque a nivel micro de los científicos políticos computacionales, como Robert Axelrod, ayudaron a desarrollar el enfoque ascendente y basado en agentes de la sociología computacional para modelar sistemas complejos. Esto es lo que Joshua M. Epstein llama ciencia generativa. Otras áreas importantes de influencia incluyen estadísticas, modelos matemáticos y simulación por computadora.

### Sociocibernética
La Sociocibernética integra la sociología con la cibernética de segundo orden y el trabajo de Niklas Luhmann, junto con los últimos avances en ciencia de la complejidad. En términos de trabajo académico, el enfoque de la sociocibernética ha sido principalmente conceptual y solo un poco metodológico o empírico. La sociocibernética está directamente vinculada a sistemas pensados dentro y fuera de la sociología, específicamente en el área de la cibernética de segundo orden.

## Áreas de aplicación
Como una plataforma teórica de rango medio, la complejidad social se puede aplicar a cualquier investigación en la que se pueda observar la interacción social o los resultados de tales interacciones, pero particularmente cuando se puedan medir y expresar como puntos de datos continuos o discretos. Una crítica común a menudo citada con respecto a la utilidad de la ciencia de la complejidad en la sociología es la dificultad de obtener datos adecuados. No obstante, la aplicación del concepto de complejidad social y el análisis de dicha complejidad ha comenzado y continúa siendo un campo de investigación en curso en sociología. Desde las amistades infantiles y el embarazo adolescente hasta la criminología y el antiterrorismo, las teorías de la complejidad social se aplican en casi todas las áreas de la investigación sociológica.
En el área de la investigación en comunicaciones e informática, el concepto de sistemas autoorganizados aparece a mediados de los años 90 en la investigación relacionada con las comunicaciones científicas. La cienciometría y la bibliometría son áreas de investigación en las que se dispone de datos discretos, al igual que otras áreas de la investigación en comunicaciones sociales, como la sociolingüística. La complejidad social es también un concepto usado en semiótica.
En la primera década del siglo XXI, la diversidad de áreas de aplicación ha crecido y se han desarrollado métodos más sofisticados. La teoría de la complejidad social se aplica en los estudios sociales de la cooperación y bienes públicos; el altruismo; el comportamiento de los votantes; la educación; los disturbios civiles; la acción colectiva y los movimientos sociales; la desigualdad social; la fuerza de trabajo y el desempleo; la geografía económica y la sociología económica; el análisis de políticas; los sistemas de salud; y la innovación y el cambio social, para nombrar unos pocos. Un proyecto de investigación científica internacional, la Seshat: Banco de datos de Historia Global, se diseñó explícitamente para analizar los cambios en la complejidad social, desde la Revolución Neolítica hasta la Revolución Industrial.

### Ciencias Sociales
- Sociedades complejas
- Economía de complejidad
- Teoría de la complejidad y organizaciones.
- Diferenciación (sociología)
- Econofísica
- Teoría comprometida
- Análisis de redes y problemas etnográficos
- Tratamiento de la información personal

### General
- Red neuronal artificial
- Complejidad cognitiva
- Teoría de la complejidad computacional
- Evolución de doble fase
- Programación evolutiva
- Teoría de juegos
- Sistema multiagente
- Sistematografía